# Nils "Nippe" Johansson
Nils "Nippe" Johansson var en svensk fotbollsmålvakt som representerade Gais säsongerna 1940/1941–1947/1948. Han spelade sammanlagt 125 seriematcher för klubben och var med och tog stora silver i allsvenskan 1941/1942 och vann svenska cupen 1942.

## Biografi
Johansson spelade i ungdomen i Olskroksklubben BK Forward, som han själv hade varit med och grundat tillsammans med bland andra Göte Sjösten (senare Gais) och Anders Andersson (Bernmar) (senare IFK Göteborg). Han kom till Gais som junior, och var säsongen 1940/1941 Gais tredjeval i mål bakom Erik Angren och Henning Lundgren, men då Angren var inkallad till beredskap kunde denne under säsongen bara spela tre matcher för klubben, och Lundgren råkade under vårsäsongen ut för en nyckelbensskada, varpå Johansson blev uppkallad till A-laget. Han höll nollan i kvalmatchen mot Halmstads BK hemma, då Gais åter kvalificerade sig för allsvenskan, och stod följande säsong samtliga 22 matcher för klubben i allsvenskan.
Han blev därefter, med viss tur, långvarig förstemålvakt i klubben i allsvenskan. Under både säsongen 1942/1943 och 1943/1944 inledde Gais med handbollsstjärnan Rolf Andreasson som målvakt, men då handbollssäsongen började och Andreasson blev otillgänglig gick målvaktssysslan båda dessa säsonger tillbaka till Johansson. Säsongen 1944/1945 var han dock helt ordinarie och stod samtliga 22 matcher för Gais, men till säsongen 1945/1946 var han åter petad till förmån för den unge Yngve Högström. Högström blev dock skadad i sin andra seriematch för Gais, och därefter blev Johansson återigen förstamålvakt.
Han spelade sammanlagt 125 matcher i klubben fram till säsongen 1947/1948, då han fick dela uppgiften som målvakt med Curt Thorstensson. Det blev också Johanssons sista säsong i Gais.